# Elezioni comunali in Veneto del 2021
Il 3-4 ottobre 2021, con eventuali turni di ballottaggio il 17-18 ottobre, in Veneto si sono tenute le elezioni per il rinnovo di 83 consigli comunali.

## Riepilogo sindaci eletti
Coalizione di centro-destra
     Coalizione di Destra
     Liste civiche
     Forza Italia
     Movimento 5 Stelle
     Commissario prefettizio
| Provincia | Comune                | Sindaco uscente | Sindaco uscente            | Sindaco eletto | Sindaco eletto             | Primo turno | Primo turno | Secondo turno | Secondo turno | Seggi   |
| Provincia | Comune                | Sindaco uscente | Sindaco uscente            | Sindaco eletto | Sindaco eletto             | Voti        | %           | Voti          | %             | Seggi   |
| --------- | --------------------- | --------------- | -------------------------- | -------------- | -------------------------- | ----------- | ----------- | ------------- | ------------- | ------- |
| Venezia   | Chioggia              |                 | Alessandro Ferro (M5S)     |                | Mauro Armelao (Ind.)       | 12.240      | 55,64       | —             | —             | 15 / 24 |
| Padova    | Albignasego           |                 | Filippo Giacinti (Ind.)    |                | Filippo Giacinti (Ind.)    | 10.001      | 79,24       | —             | —             | 13 / 16 |
| Padova    | Cittadella            |                 | Luca Pierobon (Lega)       |                | Luca Pierobon (Lega)       | 7.521       | 79,19       | —             | —             | 13 / 16 |
| Padova    | Este                  |                 | Roberta Gallana (Ind.)     |                | Matteo Pajola (Ind.)       | 1.839       | 23,53       | 3.822         | 53,60         | 10 / 16 |
| Treviso   | Conegliano            |                 | Antonello Roccoberton      |                | Fabio Chies (FI)           | 4.730       | 31,90       | 6.540         | 53,46         | 15 / 24 |
| Treviso   | Montebelluna          |                 | Elzo Severin (Lega)        |                | Adalberto Bordin (Lega)    | 8.073       | 65,06       | —             | —             | 16 / 24 |
| Treviso   | Oderzo                |                 | Maria Scardellato (Lega)   |                | Maria Scardellato (Lega)   | 5.055       | 69,83       | —             | —             | 11 / 16 |
| Treviso   | Villorba              |                 | Marco Serena (Lega)        |                | Francesco Soligo (Lega)    | 3.846       | 52,11       | —             | —             | 10 / 16 |
| Verona    | Bovolone              |                 | Emilietto Mirandola (FI)   |                | Orfeo Pozzani (Ind.)       | 2.740       | 40,39       | 3.684         | 3.684         | 10 / 16 |
| Verona    | San Giovanni Lupatoto |                 | Attilio Gastaldello (Ind.) |                | Attilio Gastaldello (Ind.) | 6.034       | 56,09       | —             | —             | 10 / 16 |

## Elezioni comunali
Città metropolitana di Venezia 
 Chioggia 
| Candidati                     | Candidati                     | Voti                          | %     | Liste                            | Voti   | %     | Seggi |
| ----------------------------- | ----------------------------- | ----------------------------- | ----- | -------------------------------- | ------ | ----- | ----- |
|                               | Mauro Armelao ✔️ Sindaco      | 12.240                        | 55,64 | Lega                             | 3.678  | 17,39 | 5     |
| Fratelli d'Italia             | Mauro Armelao ✔️ Sindaco      | 12.240                        | 55,64 | 3.223                            | 15,24  | 4     |       |
| Chioggia Protagonista         | Mauro Armelao ✔️ Sindaco      | 12.240                        | 55,64 | 3.156                            | 14,92  | 4     |       |
| Forza Italia                  | Mauro Armelao ✔️ Sindaco      | 12.240                        | 55,64 | 1.801                            | 8,52   | 2     |       |
|                               | Lucio Tiozzo Fasiolo          | 4.284                         | 19,47 | Partito Democratico              | 3.594  | 17,00 | 3     |
| Chioggia Riparte              | Lucio Tiozzo Fasiolo          | 4.284                         | 19,47 | 617                              | 2,92   | -     |       |
| Seggio al candidato sindaco   | Seggio al candidato sindaco   | Seggio al candidato sindaco   | 19,47 | 1                                |        |       |       |
|                               | Roberto Rossi                 | 1.982                         | 9,01  | Energia Civica                   | 1.790  | 8,46  | 1     |
| Seggio al candidato sindaco   | Seggio al candidato sindaco   | Seggio al candidato sindaco   | 9,01  | 1                                |        |       |       |
|                               | Daniele Stecco                | 1.925                         | 8,75  | Movimento 5 Stelle               | 1.670  | 7,90  | 1     |
| Chioggia Sempre!              | Daniele Stecco                | 1.925                         | 8,75  | 156                              | 0,74   | -     |       |
| Seggio al candidato sindaco   | Seggio al candidato sindaco   | Seggio al candidato sindaco   | 8,75  | 1                                |        |       |       |
|                               | Alessandra Penzo              | 1.236                         | 5,62  | Obbiettivo Chioggia              | 1.142  | 5,40  | -     |
| Seggio alla candidata sindaca | Seggio alla candidata sindaca | Seggio alla candidata sindaca | 5,62  | 1                                |        |       |       |
|                               | Mirco Righetto                | 332                           | 1,51  | Grande Nord - Rinascere Chioggia | 320    | 1,51  | -     |
| Totale                        | Totale                        | 21.999                        | 100   |                                  | 21.147 | 100   | 24    |

 Provincia di Padova 
 Albignasego 
| Candidati                     | Candidati                     | Voti                          | %     | Liste               | Voti   | %     | Seggi |
| ----------------------------- | ----------------------------- | ----------------------------- | ----- | ------------------- | ------ | ----- | ----- |
|                               | Filippo Giacinti ✔️ Sindaco   | 10.001                        | 79,24 | Giacinti Sindaco    | 5.236  | 42,99 | 8     |
| Lega                          | Filippo Giacinti ✔️ Sindaco   | 10.001                        | 79,24 | 1.434               | 11,77  | 2     |       |
| Civica Barison                | Filippo Giacinti ✔️ Sindaco   | 10.001                        | 79,24 | 1.102               | 9,05   | 1     |       |
| Fratelli d'Italia             | Filippo Giacinti ✔️ Sindaco   | 10.001                        | 79,24 | 1.083               | 8,89   | 1     |       |
| Quartieri per l'Ambiente      | Filippo Giacinti ✔️ Sindaco   | 10.001                        | 79,24 | 786                 | 6,45   | 1     |       |
|                               | Luisa Fantinato               | 2.193                         | 17,38 | Partito Democratico | 1.320  | 10,84 | 2     |
| Albignasego Bene Comune       | Luisa Fantinato               | 2.193                         | 17,38 | 609                 | 5,00   | -     |       |
| DemoS - Europa Verde          | Luisa Fantinato               | 2.193                         | 17,38 | 186                 | 1,53   | -     |       |
| Seggio alla candidata sindaca | Seggio alla candidata sindaca | Seggio alla candidata sindaca | 17,38 | 1                   |        |       |       |
|                               | Paolo Carpanese               | 427                           | 3,38  | Movimento 5 Stelle  | 424    | 3,48  | -     |
| Totale                        | Totale                        | 12.621                        | 100   |                     | 12.180 | 100   | 16    |

 Cittadella 
| Candidati                     | Candidati                     | Voti                          | %     | Liste               | Voti  | %     | Seggi |
| ----------------------------- | ----------------------------- | ----------------------------- | ----- | ------------------- | ----- | ----- | ----- |
|                               | Luca Pierobon ✔️ Sindaco      | 7.521                         | 79,19 | Pierobon Sindaco    | 2.475 | 27,42 | 5     |
| Lega                          | Luca Pierobon ✔️ Sindaco      | 7.521                         | 79,19 | 1.691               | 18,73 | 3     |       |
| Fratelli d'Italia             | Luca Pierobon ✔️ Sindaco      | 7.521                         | 79,19 | 1.046               | 11,59 | 2     |       |
| Forza Cittadella              | Luca Pierobon ✔️ Sindaco      | 7.521                         | 79,19 | 984                 | 10,90 | 2     |       |
| Civica San Marco              | Luca Pierobon ✔️ Sindaco      | 7.521                         | 79,19 | 692                 | 7,67  | 1     |       |
| Forza Italia                  | Luca Pierobon ✔️ Sindaco      | 7.521                         | 79,19 | 287                 | 3,18  | -     |       |
|                               | Paola Lolato                  | 1.976                         | 20,81 | Partito Democratico | 1.852 | 20,52 | 2     |
| Seggio alla candidata sindaca | Seggio alla candidata sindaca | Seggio alla candidata sindaca | 20,81 | 1                   |       |       |       |
| Totale                        | Totale                        | 9.497                         | 100   |                     | 9.027 | 100   | 16    |

 Este 
| Candidati                     | Candidati                     | II Turno                      | II Turno           | I Turno | I Turno | Liste                   | Voti  | %     | Seggi |
| Candidati                     | Candidati                     | Voti                          | %                  | Voti    | %       | Liste                   | Voti  | %     | Seggi |
| ----------------------------- | ----------------------------- | ----------------------------- | ------------------ | ------- | ------- | ----------------------- | ----- | ----- | ----- |
|                               | Matteo Pajola ✔️ Sindaco      | 3.822                         | 53,60              | 1.839   | 23,53   | Civiche d'Este          | 1.489 | 20,14 | 9     |
| Este in Movimento             | Matteo Pajola ✔️ Sindaco      | 3.822                         | 53,60              | 1.839   | 23,53   | 199                     | 2,69  | 1     |       |
|                               | Roberta Gallana               | 3.309                         | 46,40              | 3.721   | 47,60   | Roberta Gallana Sindaco | 1.247 | 16,86 | 2     |
| Lega                          | Roberta Gallana               | 3.309                         | 46,40              | 3.721   | 47,60   | 712                     | 9,63  | 1     |       |
| Fratelli d'Italia             | Roberta Gallana               | 3.309                         | 46,40              | 3.721   | 47,60   | 558                     | 7,55  | -     |       |
| Forza Italia                  | Roberta Gallana               | 3.309                         | 46,40              | 3.721   | 47,60   | 482                     | 6,52  | -     |       |
| EsteViva - Este con Te        | Roberta Gallana               | 3.309                         | 46,40              | 3.721   | 47,60   | 465                     | 6,29  | -     |       |
| Veneto è chi Veneto fa        | Roberta Gallana               | 3.309                         | 46,40              | 3.721   | 47,60   | 123                     | 1,66  | -     |       |
| Seggio alla candidata sindaca | Seggio alla candidata sindaca | Seggio alla candidata sindaca | 46,40              | 3.721   | 47,60   | 1                       |       |       |       |
|                               | Giovanni Mandoliti            | Giovanni Mandoliti            | Giovanni Mandoliti | 1.776   | 22,72   | Partito Democratico     | 839   | 11,35 | 1     |
| Este che VorrEste             | Giovanni Mandoliti            | Giovanni Mandoliti            | Giovanni Mandoliti | 1.776   | 22,72   | 575                     | 7,78  | -     |       |
| Este a Colori                 | Giovanni Mandoliti            | Giovanni Mandoliti            | Giovanni Mandoliti | 1.776   | 22,72   | 262                     | 3,54  | -     |       |
| Seggio al candidato sindaco   | Seggio al candidato sindaco   | Seggio al candidato sindaco   | Giovanni Mandoliti | 1.776   | 22,72   | 1                       |       |       |       |
|                               | Beatrice Andreose             | Beatrice Andreose             | Beatrice Andreose  | 481     | 6,15    | L'Altra Este            | 444   | 6,00  | -     |
| Totale                        | Totale                        | 7.131                         | 100                | 7.817   | 100     |                         | 7.395 | 100   | 16    |

 Provincia di Treviso 
 Conegliano 
| Candidati                     | Candidati                     | II Turno                      | II Turno             | I Turno | I Turno | Liste                                               | Voti   | %     | Seggi |
| Candidati                     | Candidati                     | Voti                          | %                    | Voti    | %       | Liste                                               | Voti   | %     | Seggi |
| ----------------------------- | ----------------------------- | ----------------------------- | -------------------- | ------- | ------- | --------------------------------------------------- | ------ | ----- | ----- |
|                               | Fabio Chies ✔️ Sindaco        | 6.540                         | 53,46                | 4.730   | 31,90   | Chies Sindaco - Avanti Tutta                        | 2.397  | 17,49 | 9     |
| Forza Conegliano              | Fabio Chies ✔️ Sindaco        | 6.540                         | 53,46                | 4.730   | 31,90   | 1.227                                               | 8,95   | 4     |       |
| Forza Italia                  | Fabio Chies ✔️ Sindaco        | 6.540                         | 53,46                | 4.730   | 31,90   | 755                                                 | 5,51   | 2     |       |
|                               | Piero Garbellotto             | 5.694                         | 46,54                | 5.820   | 39,25   | Lega                                                | 2.387  | 17,42 | 2     |
| Libertà Civica e Popolare     | Piero Garbellotto             | 5.694                         | 46,54                | 5.820   | 39,25   | 1.788                                               | 13,05  | 2     |       |
| Fratelli d'Italia             | Piero Garbellotto             | 5.694                         | 46,54                | 5.820   | 39,25   | 1.221                                               | 8,91   | 1     |       |
| Seggio al candidato sindaco   | Seggio al candidato sindaco   | Seggio al candidato sindaco   | 46,54                | 5.820   | 39,25   | 1                                                   |        |       |       |
|                               | Francesca Di Gaspero          | Francesca Di Gaspero          | Francesca Di Gaspero | 3.667   | 24,73   | Noi Democratici                                     | 2.469  | 18,02 | 2     |
| Progettiamo Conegliano        | Francesca Di Gaspero          | Francesca Di Gaspero          | Francesca Di Gaspero | 3.667   | 24,73   | 890                                                 | 6,50   | -     |       |
| Seggio alla candidata sindaca | Seggio alla candidata sindaca | Seggio alla candidata sindaca | Francesca Di Gaspero | 3.667   | 24,73   | 1                                                   |        |       |       |
|                               | Lorenzo Damiano               | Lorenzo Damiano               | Lorenzo Damiano      | 412     | 2,78    | Ancora Italia - Pescatori di Pace - Riscossa Italia | 388    | 2,83  | -     |
|                               | Antonio Quarta                | Antonio Quarta                | Antonio Quarta       | 199     | 1,34    | Lista Parè                                          | 180    | 1,31  | -     |
| Totale                        | Totale                        | 12.234                        | 100                  | 14.828  | 100     |                                                     | 13.702 | 100   | 24    |

 Montebelluna 
| Candidati                   | Candidati                   | Voti                        | %     | Liste                        | Voti   | %     | Seggi |
| --------------------------- | --------------------------- | --------------------------- | ----- | ---------------------------- | ------ | ----- | ----- |
|                             | Adalberto Bordin ✔️ Sindaco | 8.073                       | 65,06 | Lega                         | 3.260  | 27,98 | 7     |
| Grande Montebelluna         | Adalberto Bordin ✔️ Sindaco | 8.073                       | 65,06 | 2.242                        | 19,24  | 5     |       |
| Fratelli d'Italia           | Adalberto Bordin ✔️ Sindaco | 8.073                       | 65,06 | 2.154                        | 18,48  | 4     |       |
|                             | Loreno Miotto               | 4.336                       | 34,94 | Democratici per Montebelluna | 2.309  | 19,81 | 4     |
| Insieme per Montebelluna    | Loreno Miotto               | 4.336                       | 34,94 | 1.688                        | 14,49  | 3     |       |
| Seggio al candidato sindaco | Seggio al candidato sindaco | Seggio al candidato sindaco | 34,94 | 1                            |        |       |       |
| Totale                      | Totale                      | 12.409                      | 100   |                              | 11.653 | 100   | 24    |

 Oderzo 
| Candidati            | Candidati                    | Voti                 | %      | Liste               | Voti  | %      | Seggi |
| -------------------- | ---------------------------- | -------------------- | ------ | ------------------- | ----- | ------ | ----- |
|                      | Maria Scardellato ✔️ Sindaco | 5.055                | 69,83  | Scardellato Sindaco | 1.923 | 28,06  | 5     |
| Lega                 | Maria Scardellato ✔️ Sindaco | 5.055                | 69,83  | 1.744               | 25,44 | 4      |       |
| Fratelli d'Italia    | Maria Scardellato ✔️ Sindaco | 5.055                | 69,83  | 1.132               | 16,52 | 2      |       |
|                      | Marco De Blasis              | 2.184                | 30,17  | Oderzo Bene Comune  | 1.613 | 23,53  | 3     |
| Movimento 5 Stelle   | Marco De Blasis              | 2.184                | 30,17  | 442                 | 6,45  | 1      |       |
| Seggio di coalizione | Seggio di coalizione         | Seggio di coalizione | 30,17  | 1                   |       |        |       |
| Totale               | Totale                       | 6.854                | 100,00 |                     | 7.239 | 100,00 | 16    |

 Villorba 
| Candidati                     | Candidati                     | Voti                          | %     | Liste               | Voti  | %     | Seggi |
| ----------------------------- | ----------------------------- | ----------------------------- | ----- | ------------------- | ----- | ----- | ----- |
|                               | Francesco Soligo ✔️ Sindaco   | 3.846                         | 52,11 | Villorba Serena     | 1.558 | 22,02 | 4     |
| Lega                          | Francesco Soligo ✔️ Sindaco   | 3.846                         | 52,11 | 1.434               | 20,27 | 4     |       |
| Fratelli d'Italia             | Francesco Soligo ✔️ Sindaco   | 3.846                         | 52,11 | 669                 | 9,45  | 2     |       |
|                               | Alessandra Callegari          | 1.739                         | 23,56 | Partito Democratico | 1.422 | 20,10 | 3     |
| Cambiamo Villorba             | Alessandra Callegari          | 1.739                         | 23,56 | 246                 | 3,48  | -     |       |
| Seggio alla candidata sindaca | Seggio alla candidata sindaca | Seggio alla candidata sindaca | 23,56 | 1                   |       |       |       |
|                               | Camilla Girasole              | 708                           | 9,59  | Villorba Lab        | 697   | 9,85  | -     |
| Seggio alla candidata sindaca | Seggio alla candidata sindaca | Seggio alla candidata sindaca | 9,59  | 1                   |       |       |       |
|                               | Emanuela Parchi               | 555                           | 7,52  | Villorba nel Cuore  | 442   | 6,25  | -     |
| Villorba Contro Vento         | Emanuela Parchi               | 555                           | 7,52  | 86                  | 1,22  | -     |       |
| Seggio alla candidata sindaca | Seggio alla candidata sindaca | Seggio alla candidata sindaca | 7,52  | 1                   |       |       |       |
|                               | Silvia Barbisan               | 350                           | 4,74  | Villorba in Azione  | 340   | 4,80  | -     |
|                               | Massimo Vernier               | 183                           | 2,48  | Movimento 5 Stelle  | 182   | 2,57  | -     |
| Totale                        | Totale                        | 7.381                         | 100   |                     | 7.076 | 100   | 16    |

 Provincia di Verona 
 Bovolone 
| Candidati                  | Candidati                | II Turno             | II Turno          | I Turno | I Turno | Liste           | Voti  | %     | Seggi |
| Candidati                  | Candidati                | Voti                 | %                 | Voti    | %       | Liste           | Voti  | %     | Seggi |
| -------------------------- | ------------------------ | -------------------- | ----------------- | ------- | ------- | --------------- | ----- | ----- | ----- |
|                            | Orfeo Pozzani ✔️ Sindaco | 3.684                | 57,07             | 2.740   | 40,39   | Pozzani Sindaco | 2.167 | 33,74 | 9     |
| Lista Giovane per Bovolone | Orfeo Pozzani ✔️ Sindaco | 3.684                | 57,07             | 2.740   | 40,39   | 380             | 5,92  | 1     |       |
|                            | Silvia Fiorini           | 2.771                | 42,93             | 3.321   | 48,95   | Lega            | 1.629 | 25,36 | 2     |
| Fratelli d'Italia          | Silvia Fiorini           | 2.771                | 42,93             | 3.321   | 48,95   | 1.099           | 17,11 | 2     |       |
| Forza Italia               | Silvia Fiorini           | 2.771                | 42,93             | 3.321   | 48,95   | 437             | 6,80  | -     |       |
| Seggio di coalizione       | Seggio di coalizione     | Seggio di coalizione | 42,93             | 3.321   | 48,95   | 1               |       |       |       |
|                            | Giuliano Pieropan        | Giuliano Pieropan    | Giuliano Pieropan | 723     | 10,66   | Bovolone Nostra | 711   | 11,07 | -     |
| Seggio di coalizione       | Seggio di coalizione     | Seggio di coalizione | Giuliano Pieropan | 723     | 10,66   | 1               |       |       |       |
| Totale                     | Totale                   | 6.455                | 100               | 6.784   | 100     |                 | 6.423 | 100   | 16    |

 San Giovanni Lupatoto 
| Candidati                                       | Candidati                      | Voti                          | %     | Liste                  | Voti   | %     | Seggi |
| ----------------------------------------------- | ------------------------------ | ----------------------------- | ----- | ---------------------- | ------ | ----- | ----- |
|                                                 | Attilio Gastaldello ✔️ Sindaco | 6.034                         | 56,09 | Gastaldello Sindaco    | 1.859  | 18,39 | 3     |
| Lega                                            | Attilio Gastaldello ✔️ Sindaco | 6.034                         | 56,09 | 1.800                  | 17,81  | 3     |       |
| Fratelli d'Italia - Impegno Civico              | Attilio Gastaldello ✔️ Sindaco | 6.034                         | 56,09 | 1.023                  | 10,12  | 2     |       |
| Civica Lupatotina - Forza Italia - Rinascimento | Attilio Gastaldello ✔️ Sindaco | 6.034                         | 56,09 | 601                    | 5,95   | 1     |       |
| Cittadini di Raldon                             | Attilio Gastaldello ✔️ Sindaco | 6.034                         | 56,09 | 481                    | 4,76   | 1     |       |
|                                                 | Anna Falavigna                 | 2.590                         | 24,08 | Anna Falavigna Sindaca | 1.992  | 19,71 | 3     |
| #Insieme                                        | Anna Falavigna                 | 2.590                         | 24,08 | 356                    | 3,52   | -     |       |
| Seggio alla candidata sindaca                   | Seggio alla candidata sindaca  | Seggio alla candidata sindaca | 24,08 | 1                      |        |       |       |
|                                                 | Fabrizio Zerman                | 1.675                         | 15,57 | Lista Civica Zerman    | 800    | 7,91  | 1     |
| Lupetto                                         | Fabrizio Zerman                | 1.675                         | 15,57 | 304                    | 3,01   | -     |       |
| Energia Civica                                  | Fabrizio Zerman                | 1.675                         | 15,57 | 232                    | 2,29   | -     |       |
| Raldon Protagonista                             | Fabrizio Zerman                | 1.675                         | 15,57 | 148                    | 1,46   | -     |       |
| Alleanza Civica                                 | Fabrizio Zerman                | 1.675                         | 15,57 | 106                    | 1,05   | -     |       |
| Seggio al candidato sindaco                     | Seggio al candidato sindaco    | Seggio al candidato sindaco   | 15,57 | 1                      |        |       |       |
|                                                 | Roberto Bianchini              | 458                           | 4,26  | Movimento 5 Stelle     | 293    | 2,90  | -     |
| La Svolta                                       | Roberto Bianchini              | 458                           | 4,26  | 114                    | 1,13   | -     |       |
| Totale                                          | Totale                         | 10.757                        | 100   |                        | 10.109 | 100   | 16    |